# 33990 Kathleenmcbride
33990 Kathleenmcbride è un asteroide della fascia principale. Scoperto nel 2000, presenta un'orbita caratterizzata da un semiasse maggiore pari a 2,436788 UA e da un'eccentricità di 0,184432, inclinata di 2,087339° rispetto all'eclittica.